# Herodes Agrippa I.

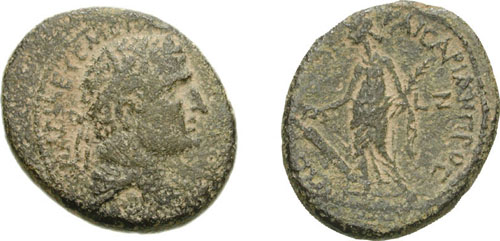
Mince Heroda Agrippy I.

Héródés Agrippa I., také jen Agrippa I. (narozen 10 př. n. l., zemřel 44) byl král Judeje vládnoucí v letech 41 až 44, vnuk Heroda Velikého.
Narodil se jako Marcus Julius Agrippa Aristobulovi, tři roky poté popravenému Herodem Velikým a Berenice. V mládí byl vychováván v Římě a císař Tiberius jej dokonce ustanovil dozorcem nad svým vnukem Tiberiem Gemellem. Kvůli svým stykům s Caligulou však ztratil jeho důvěru a byl posléze uvržen do vězení. Když se Caligula stal císařem, propustil ho z vězení a učinil jej svým důvěrníkem. V roce 37 byl Caligulou jmenován králem nad zeměmi předjordánskými (Bataneou a Trachonitidou), roku 39 tetrarchou nad údělem Heroda Antipy a roku 41 králem nad Judeou. Stal se dokonce konzulem, což mělo velkou společenskou hodnotu. Přitom byl Agrippa pravověrný Žid, který se snažil prosadit více nezávislosti pro svoji zemi, v tom ale neuspěl. Panoval mírně a snažil se naklonit si Židy. Z povolnosti vůči nim dal popravit apoštola Jakuba a apoštola Petra uvěznit (Sk 12, 2–3). Po sedmi letech vlády roku 44 zemřel.
Podle předního izraelského archeologa Gavriela Barkaje je jeho pravděpodobnou hrobkou tzv. Jad Avšalom v jeruzalémském údolí Kidron.